# Diplazium tabacinum
Diplazium tabacinum är en majbräkenväxtart som beskrevs av Edwin Bingham Copeland.
Diplazium tabacinum ingår i släktet Diplazium och familjen Athyriaceae. Inga underarter finns listade i Catalogue of Life.